# Адорф, Марио
Ма́рио А́дорф (нем. Mario Adorf; род. 8 сентября 1930, Цюрих, Швейцария) — немецкий актёр театра и кино, также работает как писатель и автор аудиокниг.

## Биография
Марио Адорф родился 8 сентября 1930 года в Цюрихе. Во время учебы подрабатывал статистом и ассистентом режиссёра в одном из важнейших немецкоязычных театров — Schauspielhaus Zürich. После окончания школы актёрского мастерства в школе Фолькенберг в Мюнхене играл в Камерном театре. В кино снимается с 1954 года, долгие годы играл роли злодеев. За 50 лет актёрской карьеры снялся более чем в 120 фильмах. В начале 1960-х годов переехал в Рим. Его перу принадлежат несколько книг, в основном — автобиографичных.
За пределами Европы известен ролями в фильмах «Жестяной барабан», «Снежное чувство Смиллы» и экранизации романа «Десять негритят» 1965 года. Продолжает активно играть в телесериалах и на театральной сцене.
Дважды женат, первая жена — актриса и театральный режиссёр Лис Ферхёвен, дочь режиссёра Пауль Ферхёвена. Дочь Марио от первого брака также стала актрисой.
В 2010 году заявил, что его самое большое желание — сыграть главную роль в экранизации жизни Карла Маркса. Его желание исполнилось в 2018 году, когда вышел фильм «Карл Маркс - немецкий пророк».

## Избранная фильмография
- 1956 — Грубые мужчины - жаркая любовь
- 1956 — Вишня в соседском саду
- 1956 — Робинзон не должен умереть
- 1957 — Ночь, когда приходил дьявол — Бруно Людке
- 1958 — Врач из Сталинграда — Пельц, фельдшер
- 1959 — Бумеранг
- 1961 — Кто вы, доктор Зорге? — Макс Клаузен
- 1963 — Виннету — Фредерик Сантер
- 1965 — Солдатские девки — Кастаньоли
- 1966 — Операция «Святой Януарий» — Шашило
- 1968 — …И крышей будет небо, полное звёзд — Амигос
- 1969 — Красная палатка — Бьяджи
- 1969 — Птица с хрустальным оперением
- 1971 — Лук Робина Гуда — Брат Тук
- 1972 — Король, дама, валет / King, Queen, Knave — Профессор Риттер
- 1973 — Без предупреждения — Капра
- 1973 — Убийство Маттеотти — Муссолини
- 1975 — Поруганная честь Катарины Блюм
- 1976 — Собачье сердце — Доктор Борменталь
- 1977 — Бездельник — поэт-пьяница
- 1978 — Федора — менеджер отеля
- 1979 — Жестяной барабан — Альфред
- 1981 — Лола — Шуккерт
- 1981 — Неповиновение
- 1988 — Спрут 4 (сериал) — Сальваторе Фроло
- 1989 — Франческо — кардинал Уголино
- 1990 — Тихие дни в Клиши
- 1990 — Считающийся опасным
- 1989 — Океан (сериал) — Дамиан Сентено
- 1997 — Снежное чувство Смиллы — Капитан Зигмунд Лукас
- 1992 — Пещера золотой розы — король, отец Фантагиро
- 1999 — Пираты — Хвост Дьявола

## Награды
В 1974 году получил Премию Эрнста Любича за фильм «Путешествие в Вену» (нем. Reise nach Wien).
Кавалер баварского ордена «За заслуги».
Почетный доктор Майнцского университета.